# James Aloysius Hickey
James Aloysius Hickey (Midland, 11 ottobre 1920 – Washington, 24 ottobre 2004) è stato un cardinale e arcivescovo cattolico statunitense.

## Biografia
Nacque a Midland, nello stato del Michigan (USA), l'11 ottobre 1920.
Papa Giovanni Paolo II lo elevò al rango di cardinale nel concistoro del 28 giugno 1988.
Morì il 24 ottobre 2004 all'età di 84 anni.

## Genealogia episcopale e successione apostolica
La genealogia episcopale è:
- Cardinale Scipione Rebiba
- Cardinale Giulio Antonio Santori
- Cardinale Girolamo Bernerio, O.P.
- Arcivescovo Galeazzo Sanvitale
- Cardinale Ludovico Ludovisi
- Cardinale Luigi Caetani
- Cardinale Ulderico Carpegna
- Cardinale Paluzzo Paluzzi Altieri degli Albertoni
- Papa Benedetto XIII
- Papa Benedetto XIV
- Papa Clemente XIII
- Cardinale Marcantonio Colonna
- Cardinale Giacinto Sigismondo Gerdil, B.
- Cardinale Giulio Maria della Somaglia
- Cardinale Carlo Odescalchi, S.I.
- Cardinale Costantino Patrizi Naro
- Cardinale Lucido Maria Parocchi
- Papa Pio X
- Cardinale Gaetano De Lai
- Cardinale Raffaele Carlo Rossi, O.C.D.
- Cardinale Amleto Giovanni Cicognani
- Cardinale John Francis Dearden
- Cardinale James Aloysius Hickey

La successione apostolica è:
- Vescovo Michael Joseph Murphy (1976)
- Vescovo Gilbert Ignatius Sheldon (1976)
- Vescovo Anthony Michael Pilla (1979)
- Vescovo James Anthony Griffin (1979)
- Arcivescovo James Patterson Lyke, O.F.M. (1979)
- Vescovo Alvaro Corrada del Rio, S.I. (1985)
- Vescovo Leonard James Olivier, S.V.D. (1988)
- Vescovo William George Curlin (1988)
- Vescovo Elliot Griffin Thomas (1993)
- Arcivescovo William Edward Lori (1995)